# Großblütiger Drachenkopf
Der Großblütige Drachenkopf (Dracocephalum grandiflorum) ist eine Pflanzenart aus der Gattung der Drachenköpfe (Dracocephalum) in der Familie der Lippenblütler (Lamiaceae).

## Beschreibung
Der Großblütige Drachenkopf ist eine ausdauernde, krautige Pflanze, die Wuchshöhen zwischen 15 und 26 Zentimetern erreicht. Die Spreite der Grundblätter ist länglich-elliptisch, selten auch eiförmig. Die mittleren Stängelblätter sind oft sitzend oder fast sitzend. Ihre Stiele sind kürzer als 1,2 Zentimeter. Die Krone ist 30 bis 40 Millimeter lang.
Die Blütezeit reicht von Juli bis August.
Die Chromosomenzahl beträgt 2n = 14.

## Verbreitung
Der Großblütige Drachenkopf kommt in Zentralasien mit Kasachstan, Kirgisistan und Tadschikistan, in Nordasien mit Russland und der Mongolei sowie dem ostasiatischen, nördlichen bis nordwestlichen China in den Autonomen Gebieten Innere Mongolei und Xinjiang auf Grasfluren in Höhenlagen von 2200 bis 2900 Meter vor.

## Systematik
Dracocephalum grandiflorum wurde 1753 von Carl von Linné in Species Plantarum, Band 2, Seite 595 erstbeschrieben. Synonyme für Dracocephalum grandiflorum L. sind Dracocephalum altaicense Laxm., Dracocephalum turkestanicum Gand. und Ruyschiana grandiflora (L.) House.

## Nutzung
Der Großblütige Drachenkopf wird selten als Zierpflanze für Steingärten genutzt.